# Stanisławów (gromada w powiecie mińskim)
Stanisławów – dawna gromada, czyli najmniejsza jednostka podziału terytorialnego Polskiej Rzeczypospolitej Ludowej w latach 1954–1972.
Gromady, z gromadzkimi radami narodowymi (GRN) jako organami władzy najniższego stopnia na wsi, funkcjonowały od reformy reorganizującej administrację wiejską przeprowadzonej jesienią 1954 do momentu ich zniesienia z dniem 1 stycznia 1973, tym samym wypierając organizację gminną w latach 1954–1972.
Gromadę Stanisławów z siedzibą GRN w Stanisławowie utworzono – jako jedną z 8759 gromad na obszarze Polski – w powiecie mińskim w woj. warszawskim, na mocy uchwały nr VI/10/7/54 WRN w Warszawie z dnia 5 października 1954. W skład jednostki weszły obszary dotychczasowych gromad Porąb, Retków (z wyłączeniem kolonii Mianowszczyzna), Sokóle, Stanisławów i Mały Stanisławów oraz wieś Zalesie i kolonia Kaimowizna z dotychczasowej gromady Zalesie ze zniesionej gminy Stanisławów w tymże powiecie. Dla gromady ustalono 23 członków gromadzkiej rady narodowej.
31 grudnia 1959 do gromady Stanisławów przyłączono obszar zniesionej gromady Rządza w tymże powiecie (bez wsi Osęczyzna i Poręby Stare).
Gromada przetrwała do końca 1972 roku, czyli do kolejnej reformy gminnej. 1 stycznia 1973 w powiecie mińskim utworzono gminę Stanisławów.